# Особо охраняемые природные территории Казахстана
Особо охраняемые природные территории Казахстана — участки земли, водной поверхности и воздушного пространства над ними, где располагаются природные комплексы и объекты, которые имеют особое природоохранное, научное, культурное, эстетическое, рекреационное и оздоровительное значение, которые изъяты решениями органов государственной власти полностью или частично из хозяйственного использования и для которых установлен режим особой охраны. Обладает уникальным набором ландшафтных комплексов: от пустынь до высокогорий и экосистем внутренних морей. В условиях нарастающих темпов экономического развития страны и усиления использования природных ресурсов актуальным становится вопрос дальнейшего совершенствования системы территориальной охраны природы. Те же условия определяют необходимость дальнейшего развития особо охраняемых природных территорий Республики Казахстан (далее — ООПТ), как действенной системы сохранения биологического разнообразия государства.
Начало созданию Особо охраняемых территорий было положено согласно постановлению Совета Министров СССР от 14 февраля 1990 г. N 189 "Об обеспечении выполнения постановления Верховного Совета СССР "О неотложных мерах экологического оздоровления страны" и Постановлению Совета Министров Казахской ССР от 16 апреля 1990 г. N 150 согласно которому было поручено разработать предложения по созданию Особо охраняемых территорий, включая курортные зоны и зоны рекреаций.
Казахстан, как сторона Конвенции по сохранению биологического разнообразия (постановление Кабинета Министров Республики Казахстан от 19 августа 1994 года N 918), имеет свои обязательства по сохранению биологического разнообразия. Законодательство в сфере ООПТ основывается на Конституции Республики Казахстан, Законе Республики Казахстан «Об особо охраняемых природных территориях», Концепции развития и размещения особо охраняемых природных территорий до 2030 года, утверждённой постановлением Правительства Республики Казахстан от 10 ноября 2000 года N 1692.
Большое значение для развития заповедного дела имеет проведение в марте 2004 года парламентских слушаний «Проблемы и перспективы развития государственного природно-заповедного фонда», на которых были обсуждены проблемы развития системы территориальной охраны природы в Казахстане и определены пути их решения.
В 1997 году была провозглашена Стратегия развития Республики Казахстан до 2030 года, объявившая, что Казахстан до 2030 года должен стать чистой и зелёной страной, со свежим воздухом и прозрачной водой. Одним из инструментов достижения этих целей является создание системы ООПТ. Главная задача формирования оптимальной системы ООПТ заключается в обеспечении их неразрывности, когда заповедные ядра (заповедники и национальные парки) соединяются между собой территориями с менее строгой охраной (заказники, заповедные зоны), а также с элементами экологической сети — экологическими коридорами, лесными массивами, водоохранными зонами и полосами и другими охраняемыми природными территориями.
На современном этапе размещение ООПТ на территории Республики Казахстан трудно квалифицировать как «экологическую сеть» в её глобальном понимании. Вместе с тем, сейчас идет формирование региональных внутригосударственных экологических сетей в Заилийском Алатау, Жонгарском Алатау и в Алтайском регионе. Формируются элементы экологических сетей и на межгосударственном уровне — это Западно-Тянь-Шаньский и Алтай-Саянский экологические регионы. Начатые работы и разрабатываемые подходы должны быть продолжены по всем природным комплексам (лес, степь, лесостепь, пустыни, полупустыни, прибрежные и водные экосистемы), для которых организация экологической сети также актуальна, как и для горных областей.

## Заповедники
Государственный природный заповедник — особо охраняемая природная территория со статусом природоохранного и научного учреждения, целью деятельности которого являются сохранение и изучение на его территории естественного хода природных процессов и явлений, объектов растительного и животного мира, отдельных видов и сообществ растений и животных, типичных и уникальных экологических систем и их восстановление.
Заповедники существуют в Казахстане с 1926 года
1. Аксу-Жабаглинский — объект Всемирного наследия
2. Алакольский - объект Всемирного наследия
3. Алматинский
4. Барсакельмесский — объект Всемирного наследия
5. Западно-Алтайский
6. Каратауский — объект Всемирного наследия
7. Коргалжынский — объект Всемирного наследия
8. Маркакольский
9. Наурзумский — объект Всемирного наследия
10. Устюртский

## Национальные парки
Государственный национальный природный парк — особо охраняемая природная территория со статусом природоохранного и научного учреждения, предназначенная для сохранения биологического и ландшафтного разнообразия, использования в природоохранных, эколого — просветительных, научных, туристских и рекреационных целях уникальных природных комплексов и объектов государственного природно-заповедного фонда, имеющих особую экологическую, научную, историко-культурную и рекреационную ценность.
Первый национальный парк (Баянаульский) в Казахстане был основан в 1985 году. Основная идея создания национальных парков — сохранение уникальных уголков дикой природы при обеспечении для людей возможности доступа к ним.
1. Алтын-Эмель — объект Всемирного наследия
2. Баянаульский
3. Буйратау
4. Бурабай
5. Жонгар-Алатауский
6. Иле-Алатауский
7. Каркаралинский
8. Катон-Карагайский
9. Кокшетау
10. Кольсайские озёра
11. Сайрам-Угамский — объект Всемирного наследия
12. Тарбагатай
13. Улытау
14. Чарынский

## Резерваты
Государственный природный резерват — особо охраняемая природная территория со статусом природоохранного и научного учреждения, включающая наземные и водные экологические системы, предназначенная для охраны, защиты, восстановления и поддержания биологического разнообразия природных комплексов и связанных с ними природных и историко-культурных объектов.
1. Акжайык
2. Алтын Дала
3. Бокейорда
4. Ертіс орманы
5. Иле-Балхаш
6. Иргиз-Тургайский
7. Каспий итбалығы
8. Семей орманы

## Заказники
Государственный природный заказник — особо охраняемая природная территория с заказным режимом или регулируемым режимом хозяйственной деятельности, предназначенная для сохранения и воспроизводства одного или нескольких объектов государственного природно-заповедного фонда.
Заказники — территории создаются для охраны популяций и ландшафтов без изъятия земель из производственного оборота лишь с регламентацией хозяйственной деятельности на них. Всего в Казахстане 50 заказников. Они делятся на три типа:
- зоологические заказники — 32
- ботанические заказники — 10
- комплексные заказники — 8

## Заповедные зоны
Государственная заповедная зона — особо охраняемая природная территория с дифференцированными видами режима охраны, предназначенная для сохранения и восстановления объектов государственного природно-заповедного фонда и биологического разнообразия на земельных участках и акваториях, зарезервированных под государственные природные заповедники, государственные национальные природные парки, государственные природные резерваты.
Заповедные зоны существуют с 1976 года.
1. Северный Каспий
2. Жусандалинская
3. Кендерли-Каясанская
4. Арысская и Карактауская
5. Южно-Казахстанская

## Памятники природы
Государственный памятник природы — особо охраняемая природная территория, включающая отдельные уникальные, невосполнимые, ценные в экологическом, научном, культурном и эстетическом отношении природные комплексы, а также объекты естественного и искусственного происхождения, отнесенные к объектам государственного природно-заповедного фонда.
В Казахстане на сегодняшний день имеется 25 памятников природы республиканского значения и 53 памятника природы областного значения .

## Ботанические сады
1. Главный ботанический сад (город Алматы)
2. Алтайский ботанический сад (город Риддер)
3. Астанинский ботанический сад (город Астана)
4. Жезказганский ботанический сад (город Жезказган)
5. Илийский ботанический сад (Алматинская область)
6. Мангышлакский ботанический сад (город Актау)

Потерявшие статус ООПТ:
- Карагандинский ботанический сад (город Караганда)
- Темиртауский ботанический сад (город Темиртау)